# Carla Sacramento
Carla Sacramento, född 10 december 1971, är en portugisisk friidrottare (medeldistanslöpare).
Sacramentos främsta merit är guldet i 1 500 meter från VM 1997 i Aten. Sacramento har även en silvermedalj från EM 1998.
Hennes bästa resultat i OS är en sjätte plats från OS 1996.
Sacramentos personliga rekord på 1 500 meter är 3.57,71 från 1998.